# كوثر البلوشي
 كوثر البلوشي (20 سبتمبر 2002 -)، ممثلة كويتيه.

## أعمالها

### من أعمال التلفزيون
| سنة الإنتاج | اسم المسلسل  | الشخصية    |
| ----------- | ------------ | ---------- |
| 2024        | فعل ماضي     | عنود       |
| 2025        | مدرسة النخبة | جمانة جمال |

### من أعمال المسرح
| سنة الإنتاج | المسرحية        | الشخصية    |
| ----------- | --------------- | ---------- |
| 2024        | صنع في الكويت   | حصة        |
| 2025        | صنع في الكويت 2 | قود فور مي |